# 內德洞主教座堂
内德洞圣堂（내덕동성당）是天主教清州教区的主教座堂，位于韩国忠清北道清州市清原区。该堂建于1957年8月15日。1958年清州教区成立，即成为主教座堂。该堂教友人数3904人，占辖区（內德一洞、內德二洞）人口25570人的15。3%。